# فينير (نيويورك)
فينير (بالإنجليزية: Fenner, New York)‏ هي بلدة أمريكية تقع في الولايات المتحدة في مقاطعة ماديسون، نيويورك. يقدر عدد سكانها بـ 1,726 نسمة ومساحتها 80.7 كم2 وترتفع عن سطح البحر 451 متر.

## معرض صور

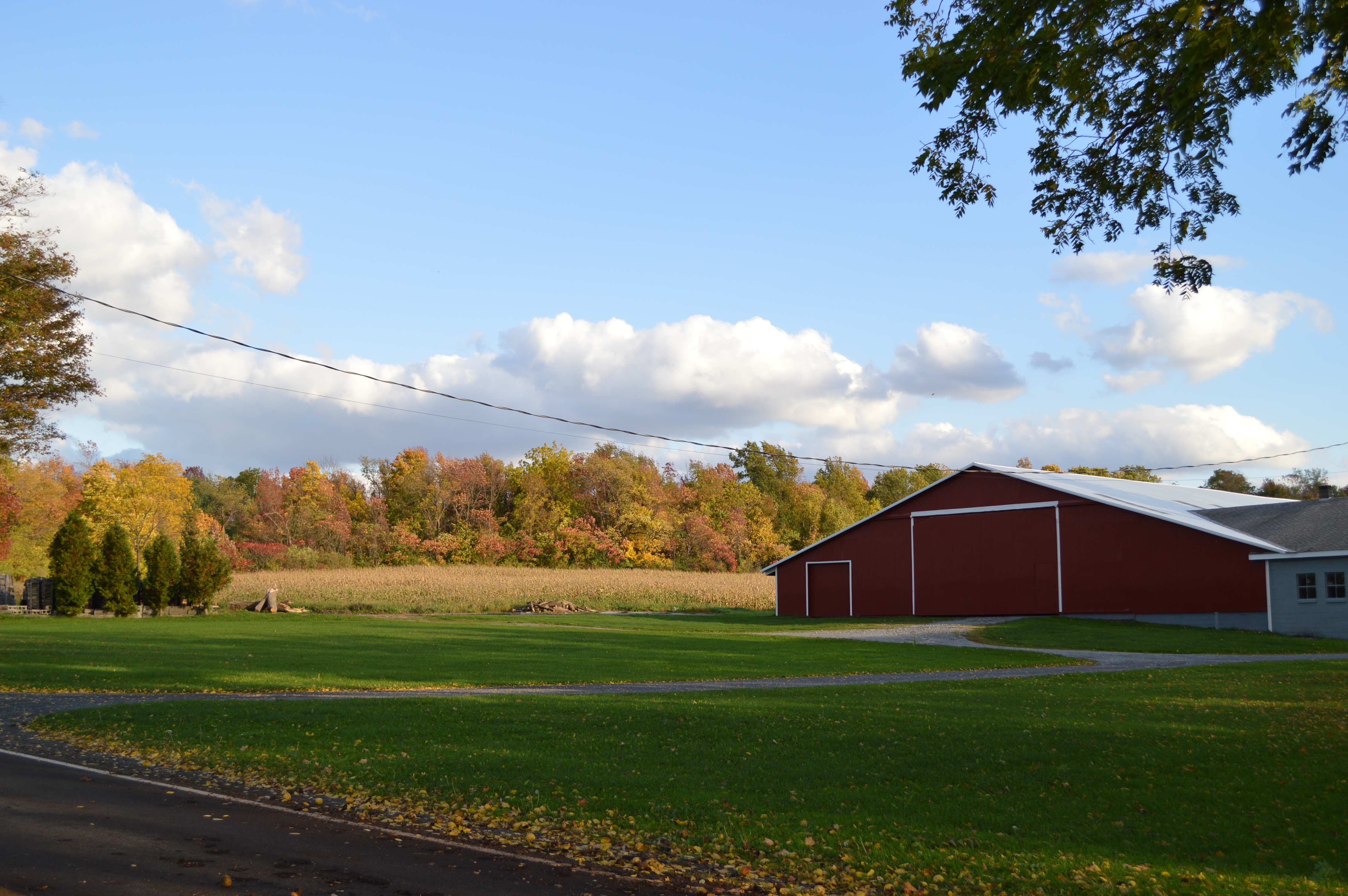
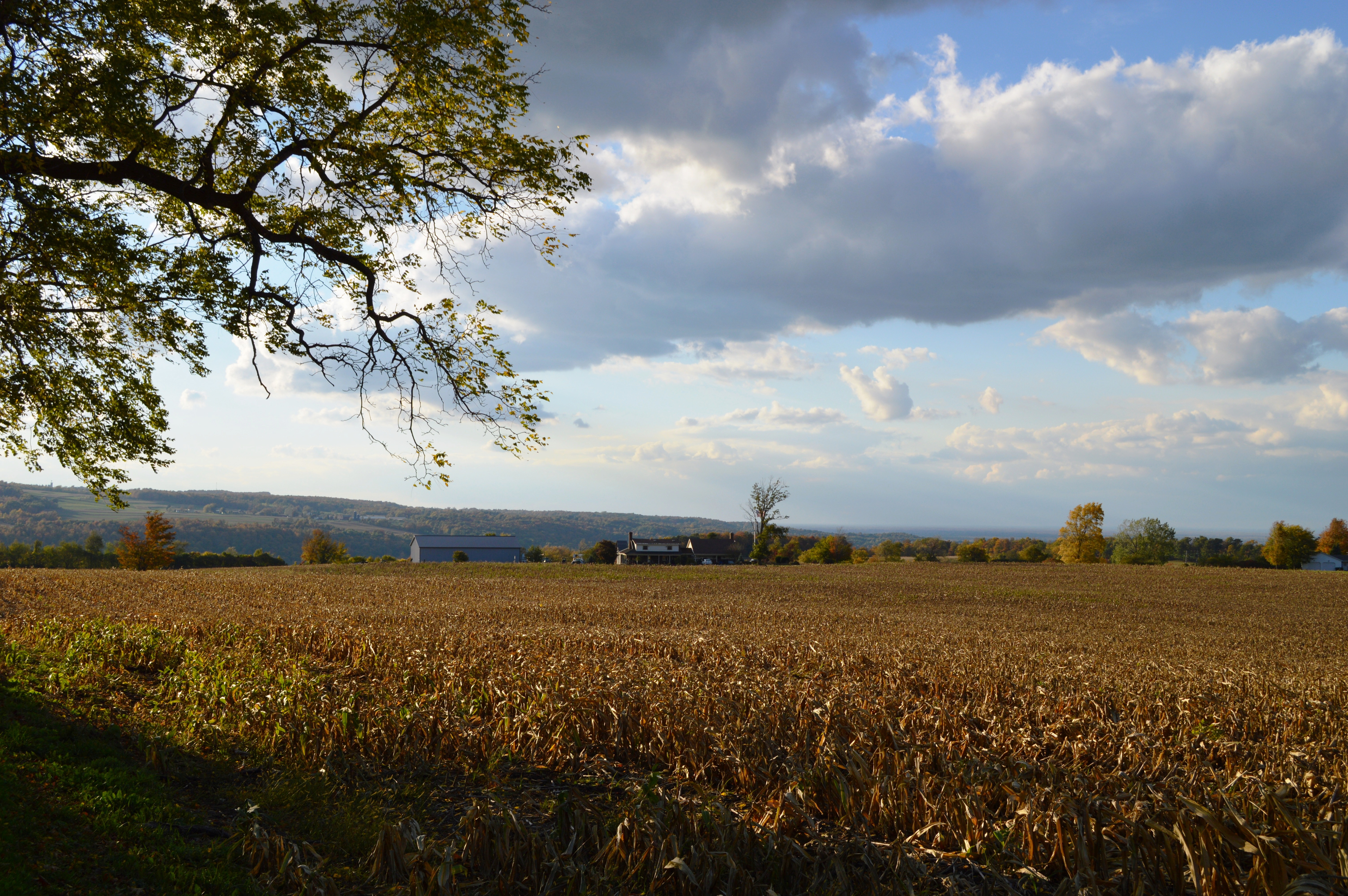
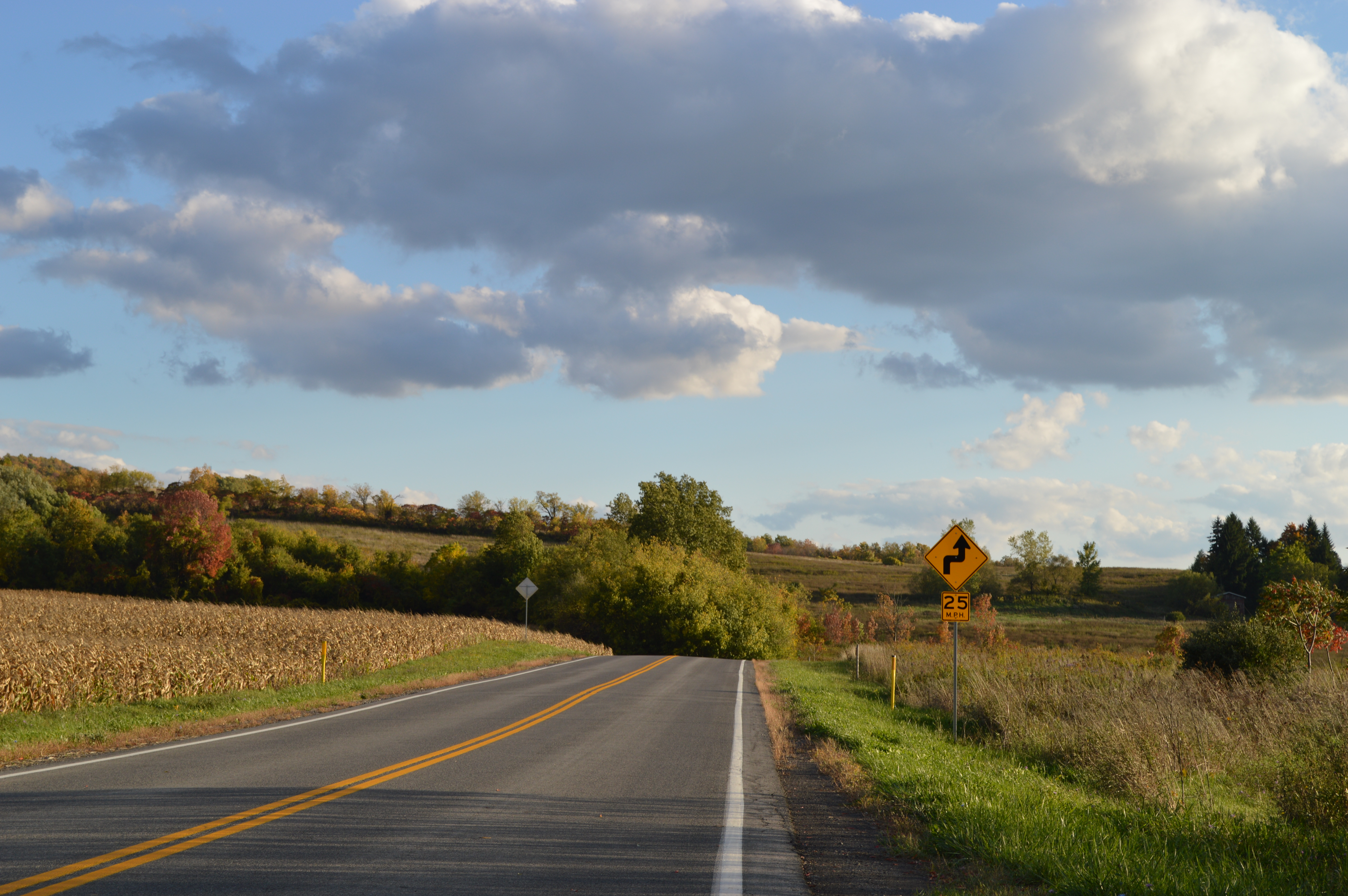